# 27 юни
27 юни е 178-ият ден в годината според григорианския календар (179-и през високосна). Остават 187 дни до края на годината.

## Събития
- 678 г. – Свети Агатон (по произход грък) е избран за римски папа на 100-годишна възраст.
- 1328 г. – Херцогиня на Бавария Елизабета Сицилианска се омъжва за Стефан II в Мюнхен.
- 1427 г. – Фридрих I продава замъкът Нюрнберг на град Нюрнберг.
- 1536 г. – Основан е хондураският град Сан Педро Сула от конкистадора Педро де Алварадо.
- 1709 г. – Император Петър Велики разбива армията на краля на Швеция Карл XII в битката при Полтава (нов стил 8 юли).
- 1728 г. – Основан е парагвайският град Итаугуа.
- 1806 г. – Буенос Айрес е превзет от британската армия.
- 1884 г. – Открито е Четвъртото обикновено народно събрание.
- 1893 г. – В резултат на икономическата криза в САЩ настъпва срив на фондовата борса в Ню Йорк.
- 1898 г. – Завършва първото в света самотно околосветско плаване на Джошуа Слоукъм от Нова Шотландия, Канада.
- 1905 г. – Екипажът на руския боен кораб Потьомкин въстава срещу репресивното отношение на офицерите си.
- 1913 г. – Румъния се включва в Междусъюзническата война.
- 1931 г. – Американският авиоконструктор Игор Сикорски получава патент за първия си вертолет.
- 1936 г. – В СССР с постановление са забранени абортите; забраната е отменена през 1955 г.
- 1939 г. – Основан е бразилският град Каноас.
- 1944 г. – По нареждане на Сталин започва масова депортация на българи, гърци и арменци от Крим към източните райони на СССР.
- 1945 г. – Сталин е обявен за генералисимус на СССР.
- 1946 г. – Със закон е извършена национализация на застрахователното дело в Народна република България и е създаден Държавен застрахователен институт (ДЗИ).
- 1947 г. – С постановление на Министерския съвет се отнемат близо 2/3 от земите на манастирите в Народна република България.
- 1950 г. – Студената война: Съединените щати решават да изпратят войски в Корейската война.
- 1954 г. – Първата в света атомна електрическа централа е пусната в експлоатация край град Обнинск, недалеч от Москва.
- 1971 г. – Открито е Шестото народно събрание.
- 1974 г. – Аугусто Пиночет се самопровъзгласява за президент на Чили и управлява страната като диктатор до 1990 г.
- 1977 г. – Франция признава независимост на Джибути.
- 1980 г. – „Клането в Устика“: самолетът при полет 870 на „Итавия“ се разбива в морето, докато пътува от Болоня за Палермо, Италия и убива всички 81 души на борда.
- 1981 г. – Централният комитет на Китайската комунистическа партия издава „Резолюция по някои въпроси от историята на нашата партия след основаването на Китайската народна република“, с която прехвърля отговорността за Културната революция на Мао Дзъдун.
- 1985 г. – Основан е Българският футболен съюз в град София.
- 1991 г. – Войски на СФР Югославия нахлуват в Словения, два дни след като тя обявява независимост и с това започва Десетдневната война.
- 2007 г. – Състои се световната премиера на американския филм Хари Потър и Орденът на феникса.
- 2016 г. – Закрива се Всеправославния събор на остров Крит.

## Родени
- 1040 г. – Ласло I, крал на Унгария († 1095 г.)
- 1350 г. – Мануил II Палеолог, византийски император († 1425 г.)
- 1462 г. – Луи XII, крал на Франция († 1515 г.)
- 1550 г. – Шарл IX, крал на Франция († 1574 г.)
- 1868 г. – Иван Аврамов, български военен деец († 1945 г.)
- 1869 г. – Ханс Шпеман, германски ембриолог, Нобелов лауреат за 1935 г. († 1941 г.)
- 1879 г. – Атанас Кирчев, български драматичен актьор († 1912 г.)
- 1880 г. – Хелън Келер, американска общественичка († 1968 г.)
- 1882 г. – Едуард Шпрангер, немски философ и психолог († 1963 г.)
- 1883 г. – Александър Радолов, български политик († 1945 г.)
- 1884 г. – Гастон Башлар, френски философ и поет († 1962 г.)
- 1905 г. – Лев Касил, руски детски писател († 1970 г.)
- 1906 г. – Данаил Василев, български диригент и композитор († 1993 г.)
- 1908 г. – Жуау Гимарайс Роза, бразилски писател († 1967 г.)
- 1909 г. – Крум Григоров, български писател († 1987 г.)
- 1910 г. – Павел Батицки, съветски военачалник († 1984 г.)
- 1921 г. – Кишомару Уешиба, японски айкидист и дошу († 1969 г.)
- 1929 г. – Доньо Донев, български карикатурист и режисьор-аниматор († 2007 г.)
- 1929 г. – Александър Джеров, български учен и политик
- 1931 г. – Мартинус Велтман, нидерландски физик, Нобелов лауреат през 1999 г. († 2021 г.)
- 1932 г. – Мони Папо, български писател († 2005 г.)
- 1935 г. – Домна Ганева, българска актриса († 2012 г.)
- 1935 г. – Лоран Терзиеф, френски актьор († 2010 г.)
- 1937 г. – Джоузеф Алън, американски астронавт
- 1940 г. – Иван Кръстев, български актьор († 2005 г.)
- 1941 г. – Кшищоф Кешловски, полски режисьор и сценарист († 1996 г.)
- 1955 г. – Изабел Аджани, френска актриса
- 1956 г. – Лари Кристиянсен, американски шахматист
- 1959 г. – Цветан Данов, български футболист
- 1960 г. – Аксел Руди Пел, немски китарист
- 1960 г. – Димитър Кръстев, български актьор
- 1964 г. – Албена Върбанова, българска еколожка и политик
- 1966 г. – Джей Джей Ейбрамс, американски режисьор
- 1969 г. – Димитър Топалов, български футболист
- 1974 г. – Мартин Подвързачов, български футболист
- 1975 г. – Тоби Магуайър, американски актьор
- 1977 г. – Раул, испански футболист
- 1979 г. – Виктория Син, германската порнографска актриса
- 1980 г. – Приша Джепълтинг Нгетич, кенийска бегачка
- 1983 г. – Алсу, руска певица от волжко-български произход
- 1984 г. – Джия Палома, американска порнографска актриса
- 1985 г. – Нико Росберг, германски пилот от Формула 1
- 1985 г. – Светлана Кузнецова, руска тенисистка
- 1987 г. – Ед Уестуик, английски актьор
- 1987 г. – Томас Еневолдсен, датски футболист
- 1990 г. – Кристиян Николов, български шампион
- 1993 г. – Валентина Ивахненко, украинска тенисистка
- 1993 г. – Десислава Пейчева, българска гимнастичка

## Починали
- 1458 г. – Алфонсо V, крал на Арагон (* 1396 г.)
- 1574 г. – Джорджо Вазари, италиански художник и архитект (* 1511 г.)
- 1722 г. – Джон Чърчил, Херцог Марлборо, британски генерал (* 1650 г.)
- 1831 г. – Софи Жермен, френска математичка (* 1776 г.)
- 1839 г. – Алън Кънингам, английски ботаник (* 1791 г.)
- 1844 г. – Джоузеф Смит, основател на Църква на Исус Христос на светиите от последните дни (* 1805 г.)
- 1876 г. – Кристиан Готфрид Еренберг, германски естествоизпитател (* 1795 г.)
- 1878 г. – Сара Хелън Уитман, американска поетеса (* 1803 г.)
- 1917 г. – Густав фон Шмолер, немски икономист (* 1838 г.)
- 1944 г. – Вера Менчик, британо-чешка шахматистка (* 1906 г.)
- 1944 г. – Лиляна Димитрова, българска комунистка (* 1918 г.)
- 1947 г. – Георги Тренев, български военен и революционер (* 1869 г.)
- 1952 г. – Кръстьо Хаджииванов, български поет (* 1929 г.)
- 1952 г. – Христо Попов (агроном), български политик (* 1888 г.)
- 1954 г. – Максимилиан фон Вайкс, германски фелдмаршал (* 1881 г.)
- 1957 г. – Херман Бул, австрийски алпинист (* 1924 г.)
- 1959 г. – Джовани Пастроне, италиански режисьор (* 1883 г.)
- 1960 г. – Лоти Дод, английска тенисистка (* 1871 г.)
- 1961 г. – Мухтар Ауезов, казахски писател (* 1897 г.)
- 1963 г. – Джон Морис Кларк, американски икономист (* 1884 г.)
- 1967 г. – Георги Генов, български учен и политик (* 1883 г.)

- 1972 г. – Галина Банникова, руски график (* 1901 г.)
- 1982 г. – Александър Занков, български скулптор (* 1900 г.)
- 1999 г. – Георгиос Пападопулос, гръцки диктатор (* 1919 г.)
- 2001 г. – Джак Лемън, американски актьор (* 1925 г.)
- 2001 г. – Туве Янсон, финландска писателка (* 1914 г.)
- 2002 г. – Георги Соколов, български футболист (* 1942 г.)
- 2005 г. – Домино Харви, американски ловец на глави (* 1969 г.)
- 2008 г. – Атанас Талевски, фотограф от Република Македония (* 1954 г.)
- 2010 г. – Андреас Окопенко, австрийски писател (* 1930 г.)
- 2012 г. – Свобода Бъчварова, българска писателка и сценаристка (* 1925 г.)

## Празници
- Световен ден на риболова – Отбелязва се от 1985 г. по решение на Международната конференция по регулиране и развитие на риболова, проведена през 1984 г.
- Световен ден на борба с диабета – Обявен е през 1991 г. от Световната федерация за борба с диабета и Световната здравна организация.
- Бразилия – Ден на метис
- Великобритания – Национален ден на ветераните
- Джибути – Ден на независимостта (от Франция, 1977 г., национален празник)
- Канада – Ден на националния химн
- САЩ – Национален ден за СПИН-тест
- Туркменистан – Ден на туркменски работници на културата и изкуството